# III. třída okresu Jablonec nad Nisou
III. třída okresu Jablonec nad Nisou patří společně s ostatními třetími třídami mezi deváté nejvyšší fotbalové soutěže v Česku. Je řízena Okresním fotbalovým svazem Jablonec nad Nisou. Hraje se každý rok od léta do jara se zimní přestávkou. Vítěz postupuje do okresního přeboru II. třídy okresu Jablonec nad Nisou.

## Vítězové
| Ročník    | Vítězný tým                            |
| --------- | -------------------------------------- |
| 2004/2005 | TJ Nová Ves nad Nisou                  |
| 2005/2006 | Jiskra Josefův Důl                     |
| 2006/2007 | SK Camel Jablonec nad Nisou            |
| 2007/2008 | TJ Lučany nad Nisou                    |
| 2008/2009 | TJ Sokol Plavy „B“                     |
| 2009/2010 | TJ Sokol Plavy „B“                     |
| 2010/2011 | TJ Sokol Plavy „B“                     |
| 2011/2012 | FK Jiskra Mšeno – Jablonec nad Nisou B |
| 2012/2013 | TJ Sokol Maršovice                     |
| 2013/2014 | FK Jiskra Mšeno – Jablonec nad Nisou C |
| 2014/2015 | FK Jiskra Mšeno – Jablonec nad Nisou C |
| 2015/2016 | FK Jiskra Mšeno – Jablonec nad Nisou C |
| 2016/2017 | ???                                    |
| 2017/2018 | FK Jiskra Mšeno – Jablonec nad Nisou C |
| 2018/2019 | FK Jiskra Mšeno - Jablonec nad Nisou C |
| 2019/2020 | Jiskra Josefuv Důl - Nedohráno         |
| 2020/2021 | Nehráno                                |
| 2021/2022 | FK Jiskra Mšeno - Jablonec nad Nisou C |
| 2022/2023 | Tato soutěž v tomto okresu už není     |